# Maṭlūʿ
El maṭlūʿ (en árabe, مطلوع), baṭbūṭ (بطبوط) o jebz eṭ-ṭaŷīn (خبز الطاجين, literalmente ‘pan de tayín’) es un pan tradicional de los tres países magrebíes, es decir, Túnez, Argelia y Marruecos. Está hecho de sémola, levadura fresca o deshidratada y agua. Se suele servir como acompañamiento de platos o en merienda untado con mantequilla, queso o miel. Tiene una textura esponjosa.
Los rifeños le dicen aghrum n'tachnift y en Yebala jebz al-maqla. En Cabilia (Argelia) se le denomina ar'eroum-in-temthunt.